# Ricarda de Schwerin
Ricarda de Schwerin (en alemán Richardis, en sueco Rikardis) (1347 - 23 de abril o 11 de julio de 1377), reina consorte de Suecia y duquesa de Mecklemburgo como esposa de Alberto III de Mecklemburgo.

## Biografía
Era hija del conde Otón I de Schwerin (m. 1357) y de Matilde de Mecklemburgo-Werle (m. 1361) y la sobrina paterna de Ricarda de Schwerin, duquesa de Schleswig, la esposa de Valdemar III de Dinamarca. 
Fue prometida a Alberto III de Mecklemburgo, que también iba a ser rey de Suecia. En Wismar el 12 de octubre de 1352, se firmó el contrato de matrimonio. No fue sino hasta 1365, sin embargo, que se casaron en persona y Ricarda llegó a Suecia y fue reconocida formalmente como reina. 
Murió en Estocolmo y fue enterrada en el claustro de la iglesia del convento de los dominicos.

## Descendencia
1. Erik de Mecklemburgo (1365-1397). Príncipe heredero de Suecia, Señor de Gotland.
2. Ricarda Catalina (1370 o 1372-1400). Esposa en 1388 del margrave Juan de Brandeburgo.

| Predecesor: Beatriz de Baviera | Reina Consorte de Suecia 1365-1377 | Sucesor: Felipa de Inglaterra |

- Datos: Q64214
- Multimedia: Richardis of Schwerin, Queen of Sweden / Q64214